# Myton
Myton és una població dels Estats Units a l'estat de Utah. Segons el cens del 2000 tenia 539 habitants.

## Demografia
Segons el cens del 2000, Myton tenia 539 habitants, 163 habitatges, i 131 famílies. La densitat de població era de 206 habitants per km².
Dels 163 habitatges en un 48,5% hi vivien nens de menys de 18 anys, en un 59,5% hi vivien parelles casades, en un 14,7% dones solteres, i en un 19,6% no eren unitats familiars. En el 14,7% dels habitatges hi vivien persones soles el 3,7% de les quals corresponia a persones de 65 anys o més que vivien soles. El nombre mitjà de persones vivint en cada habitatge era de 3,31 i el nombre mitjà de persones que vivien en cada família era de 3,68.
Per edats la població es repartia de la següent manera: un 37,8% tenia menys de 18 anys, un 12,2% entre 18 i 24, un 23,6% entre 25 i 44, un 18,9% de 45 a 60 i un 7,4% 65 anys o més.
L'edat mediana era de 25 anys. Per cada 100 dones de 18 o més anys hi havia 92,5 homes.
La renda mediana per habitatge era de 23.472 $ i la renda mediana per família de 25.500 $. Els homes tenien una renda mediana de 26.500 $ mentre que les dones 32.917 $. La renda per capita de la població era de 8.678 $. Entorn del 32,6% de les famílies i el 38,4% de la població estaven per davall del llindar de pobresa.

## Poblacions més properes
El següent diagrama mostra les poblacions més properes.